# Obeah
Obeah (lub Obi) – nazwa synkretycznych religijnych praktyk magicznych; część folkloru czarnoskórej ludności wysp Małych i Wielkich Antyli (Jamajka, Bahamy, Barbados, Wyspy Dziewicze, Trynidad, Tobago), a także Belize. Nazwa pochodzi z języka aszanti z zachodniej Afryki i oznacza "czarnoksięstwo".

## Charakterystyka
Obeah pochodzi z rodzimych religii ludności środkowej i zachodniej Afryki z domieszką wierzeń chrześcijaństwa, hinduizmu i charyzmatycznych sekt protestanckich. Wykazuje liczne podobieństwa do innych synkretycznych religii tego regionu (voodoo, santeria i palo).
Biała i czarna magia, zaklęcia, amulety i mistycyzm to podstawowe cechy obeah.

## Główne nurty obeah

### Jamajka
Obeah ukształtowało się jako religia praktykowana w ukryciu przez czarnoskórych niewolników. Służyła głównie celom praktycznym i pozytywnym (nazywanym Myal), takim jak: przynoszenie bogactwa, szczęścia i powodzenia, zdobywanie wzajemności w miłości, wytwarzanie "szczęśliwych amuletów"; istniała też przerażająca strona (nazywana Obeah), opierająca się na magicznym powodowaniu choroby, szaleństwa lub śmierci.
Pojawienie się komety w połowie XIX wieku ożywiło Obeah i wzbogaciło o millenaryzm i spirytyzm. Zarysował się też wyraźny konflikt między czarownikami, praktykującymi Myal i ich rywalami, zajmującymi się Obeah. Zwolennicy Obeah byli często obiektem agresji ze strony zwolenników Myal, którzy oskarżali ich o różne występki, np. o kradzież cieni ludzkich. Te zamieszki zmusiły rząd brytyjski do uwięzienia wielu napastników Myal i do zakazania większości praktyk obu kierunków Obeah. Spowodowało to zanik praktyk Myal i obecną dominację "mrocznego" Obeah na Jamajce.

### Wyspy Dziewicze
Cechą Obeah w tym regionie jest tzw. Jumbie (zagubiona lub zła dusza, pierwowzór zombie), często dusza nieochrzczonego zmarłego dziecka, która musi bez końca wędrować po Ziemi. Jumbie pojawia się nocą i można go łatwo rozpoznać po stopach, skierowanych do tyłu. W miejscowym folklorze tancerz Mocko-Jumbie (reprezentujący pozytywny aspekt Jumbie) jest ubrany w kolorowy strój i tańczy w dzień, podczas różnych parad i uroczystości. 

### Obeah jako część Thelemy
Obeah wymieniona jest w "Księdze Prawa", świętym tekście Thelemy, napisanym przez Aleistera Crowleya w 1904. Określona jest tam jako magia "Tajemnego Światła", reprezentująca czyn (podczas gdy drugi komponent "Wanga" reprezentuje "słowo magiczne"). Crowley uważał Obeah za czysto fizyczne działania magiczne.